# Escritas não decifradas
Algumas escritas não decifradas datam de alguns milênios a.C., havendo outras, porém, mais recentes. O termo "Sistema de escritas" é aqui livremente utilizado para se referir a grupos de glifos que supostamente teriam um significado simbólico, um propósito linguístico, mas que podem ser também mais artísticos na sua natureza, sem com isso ser realmente escritas.
A dificuldade maior na decifração de sistema desconhecido de escrita pode ser devida à ausência de uma linguagem conhecida com similaridades, o que caracterizaria uma isolada, ou por haver quantidade insuficiente de exemplos de texto, ou mesmo (como no caso da escrita Vinča) por não se poder determinar se os conjuntos de glifos são realmente uma escrita ou apenas símbolos agrupados. Há ainda os casos como da escrita ístmica, das inscrições de Festo e as encontradas na região do Indo, das quais pesquisadores disseram ter decifrado, mas hoje, essas afirmações e as soluções apresentadas não são consideradas satisfatórias pela comunidade científica.
Aqui se apresentam escritas que ainda não foram decifradas:

## Proto-escritas
Algumas formas de Proto-Escritas permanecem não decifradas por falta de material suficiente ou ausência de línguas relacionadas e, por isso, podem permanecer não decifradas indefinidamente.
- Escrita Jiahu — Cultura Peiligang, Henan, China, 7º milênio a.C.
- Escrita Vinčas — Europa – Neolítico, 6º milênio a.C..
- Tábua Dispilio - Grécia – Neolítico, 6º milênio a.C..
- Símbolos Banpo — Cultura Yangshao, Shaanxi, China, 6º milênio a.C..

## Idade do bronze
Aqui se apresenta uma lista de escritas não decifradas datadas da Idade do Bronze (3300 a 1200 a.C.).
- Escrita do Indo — Civilização do Vale do Indo,  ~ 3300 a.C, escrita ~2500-1900 a.C.
- Proto-Elamita — Elam, from ca. 3200 BC.
- Escrita Elamita – Elam, 2200 a.C.
- Linear A — Língua ecotocretense, Civilização Minoica, Creta, 1900 a.C. (Silabário.
- Hieróglifos de Creta – Creta, 1900 a.C.
- Alfabeto proto-sináico (escrita Wadi el-Ħôl) – Sinai, 1800 a.C (Silabário)
- Silabário de Biblos — Biblos, ~  1700 a.C.
- Disco de Festo, ~1600 a.C; texto único, aliás também encontrado um possivelmente similar no lábris (machado de dupla lâmina) em na caverna de Arcalochóri (Creta.
- Silabário cipro-minoico – Creta, Chipre, ~ 1500 a.C.
- Cónios – Extremo sul de Portugal e Espanha, ~ 700 a.C.
- Incrição Sitovo – Caverna em Plovdiv, Bulgária,[1][2] provavelmente de origem frígia[3]

## Mesoamericanas
Muitos Sistemas de escrita mesoamericanos formam descobertos por arqueologistas, muitos dos quais permanecem não decifrados, por não ser conhecida a língua original. Datam desde 1.000 a.C.até 1.500 d.C.
- Bloco de Cascajal — possivelmente dos Olmecas, ~ 900 a.C., a mais antiga da América Central.
- Escrita ístmica, ~. 500 a.C., possivelmente logo-silábica (logogramas e silabários combinados.
- Zapoteca — Língua zapoteca, ~ 500 a.C.
- Escrita Mixteca — dos Mixtecas, século XIV d.C - pictográfica.

## Sul Americanas
- Quipo — Império Inca, século XV, alguns acreditam se tratar de uma escrita, outros defendem ser um sistema de contabilidade.

## Medievais e posteriores
- Escrita Issyk - antigos Turquestão e Afeganistão, tumbas Issyk Kurgan Cazaquistão, também nas montanhas Pamir e Tian Shan,; similar à escrita Orkhon; ~500 a.C; mais descobertas no Tadjiquistão datando entre 600 e 100 a.C
- Jindai moji – coleção de diversos tipos de escrita encontradas exclusivamente no Japão, que são exemplos de escrita japonesa arcaica, anteriores à influência chinesa, de época difícil de determinar. Algumas são pictográficas, outras lembram escritas rúnicas ou mesmo coreanas, podendo ser ainda peças não autênticas.
- Escrita Khitan – Língua khitan - escrita Pequena + escrita Grande; Dinastia Liao, século X China.
- Pedra de Singapura – fragmento de uma placa de pedra de arenito com inscrições de antiga escrita do Sudeste Asiático, algo como a antiga Língua javanesa ou o Sânscrito; encontrada às margens do Rio Singapura, data de algo entre séculos X e XIII.
- Manuscrito Voynich – criação estimada ou no século XI, ou 1450 e 1520, conforme testes com Carbono 14. Foi localizado na Itália no século XVII.[4]
- Codex Rohonc – Austria-Hungria, antes de 1838.
- Rongorongo — Língua rapanui, Ilha da Páscoa (Chile; anterior a 1860..

## Textos que não são escritas
Conceitua-se um Sistema Falso Escrita aquele que apenas parece ser um sistema de escrita, não o sendo. A tais falsos sistemas de escrita faltam significações semânticas, o que impede sua decifração. É o caso de escritas “assêmicas” criadas com objetivos apenas artísticos e diletantes. Um dos casos é o Codex Seraphinianus, uma enciclopédia indecifrável sobre um mundo imaginário.
Outro conceito similar que também não constitui uma escrita é o dos criptogramas e mensagens cifradas. Não se trata  “per si” de sistemas de escrita, mas uma forma disfarçada de mascara um texto elaborado em língua e escrita existentes. Obviamente, esses criptogramas têm o claro objetivo de não serem decifrados por ninguém, exceto por um ou mais definidos destinatários.. Existem muitos dessas escritas não decifradas artificiais, mas apenas poucos ficaram mais conhecidos.